# محسن تدین
محسن تدین (متولد ۲۷ بهمن ۱۳۳۵، تهران) رئیس انجمن بتن ایران، استاد گروه عمران دانشگاه بوعلی سینا و عضو هیات مدیریه‌ی شرکت بتن صنعت بریس می‌باشد.
او فارغ‌التحصیل دبیرستان علوی تهران است.